# Haynecourt
Haynecourt är en kommun i departementet Nord i regionen Hauts-de-France i norra Frankrike. Kommunen ligger i kantonen Cambrai-Ouest som tillhör arrondissementet Cambrai. År 2022 hade Haynecourt 305 invånare.

## Befolkningsutveckling
Antalet invånare i kommunen Haynecourt
| Referens: INSEE |